# 日本中学校ダンス部選手権
日本中学校ダンス部選手権（にほんちゅうがっこうダンスぶせんしゅけん）は、2012年から開始された中学校を対象としたストリートダンス競技会で、産経新聞社及び（一社）ストリートダンス協会の主催により行われている。スポーツ庁と日本中学校体育連盟他が後援。全国98の中学校がエントリー（2024年現在）。
発足理由は、ダンスに取り組む中学生の「情熱・努力・友情・チームワーク」そして「感動」を応援するためとしている。参加条件は認可されたダンス部・同好会のみに限られ、顧問の教諭の同行が必須条件となる。
2012年の第1回は東日本、西日本と独立して開催したが、第2回以降からは全国規模に拡大した。

## 歴史
- 2012年（平成24年）：大会開始。最初は東日本大会と西日本大会に分かれて開催。
- 2012年（平成24年）7月：開催会場を名古屋、神戸に拡大。
- 2014年（平成26年）7月：公式キャラクター『ダンスタくん』誕生。
- 2014年（平成26年）2月：第3回大会から大会規模を全国へと拡大。
- 2015年（平成27年）12月：同志社香里中学校が大会史上初の2連覇を達成。
- 2016年（平成28年）8月：第5回大会から地方予選・全国大会の開催時期が8月開催に変更。
- 2017年（平成29年）8月：第6回大会から地方予選の開催時期が8月、全国大会の開催時期が10月開催に変更。
- 2017年（平成29年）10月：同志社香里中学校が2年ぶり3度目の全国制覇を達成。
- 2018年（平成30年）8月：第7回大会から地方予選・全国大会の開催時期が8月開催に変更。
- 2019年（令和元年）8月：6年振りに優勝旗が関西から関東へ移動する。初の1位・2位・3位を関東の中学校が独占した。
- 2020年（令和2年）7月：新型コロナウイルス感染症防止のため大会史上初の開催中止が決定[5]。
- 2024年（令和6年）8月：帝塚山学院中学校が大会2連覇を達成。

## 実施要項
- 男性チーム、女性チーム、男女混合チームどちらも可。
- ダンスのスタイルはオールジャンル。
- 制限時間は1ステージ、1分30秒から2分以内。規定時間を越える、または満たない演技は減点または失格となる。
- ダンスプログラムには、ユニゾン（合わせ）部分を合計50秒以上取り込む。
- 採点項目は、①テクニック（技の精度・ユニゾンの・動きのメリハリ等）②コレオグラフィー（振付・構成・フォーメーション等）③ビジュアル（衣装・ヘアー・メイク・表情・世界観等）④エンターテイメント（演出・アイデア・ショーマンシップ等）⑤音楽（使用音源の選曲・構成・音質等）⑥スペシャリティー（各審査員ごとの全体的総合評価）の6項目で各10点満点で評価。
- 中学生としてのマナー・モラル・および学校関係者の秩序ある言動・行動を重視する。
- 選手の交代は補欠登録している場合のみ可能。
- ステージからの飛び降り、客席への物の投げ入れは禁止。
- 使用する備品（小道具）のセッティングは30秒以内で行う。

## 大会結果
| 回 | 年            | 優勝                                         | 準優勝                                       | 3位                                          | 審査員特別賞                                 | その他 応援団賞（★） ストリートダンス協会賞（▼） | スポンサー賞 愛眼賞（●） カルピス賞（▲）     |
| -- | ------------- | -------------------------------------------- | -------------------------------------------- | -------------------------------------------- | -------------------------------------------- | ------------------------------------------------ | -------------------------------------------- |
| 1  | 2012年 東日本 | 桐光学園中学校 （神奈川）                    | 上尾市立大石中学校 （埼玉）                  | -                                            | 星美学園中学校 （東京）                      | ★品川女子学院中等部 （東京）                     | -                                            |
| 1  | 2012年 西日本 | 同志社香里中学校 （大阪）                    | 和歌山市立西浜中学校 （和歌山）              | -                                            | 大阪市立淀川中学校 （大阪）                  | ★豊中市立第四中学校 （大阪）                     | -                                            |
| 2  | 2013年        | 江戸川区立西葛西中学校 （東京）              | 同志社香里中学校 （大阪）                    | 三田市立富士中学校 （兵庫）                  | 桐光学園中学校 （神奈川）                    | ★豊島岡女子学園中学校 （東京）                   | ●品川女子学院中等部 （東京）                 |
| 3  | 2014年        | 同志社香里中学校 （大阪）                    | 和泉市立石尾中学校 （大阪）                  | 広尾学園中学校 （東京）                      | 板橋区立板橋第一中学校 （東京）              | ★公文国際学園中等部 （神奈川）                   | ●弥富市立弥富北中学校 （愛知）               |
| 4  | 2015年        | 同志社香里中学校 （大阪）                    | 品川女子学院中等部 （東京）                  | 板橋区立板橋第一中学校 （東京）              | 椙山女学園中学校 （大阪）                    | ★和歌山市立西浜中学校 （和歌山）                 |                                              |
| 5  | 2016年        | 樟蔭中学校 （大阪）                          | 同志社香里中学校 （大阪）                    | 江戸川区立葛西第三中学校 （東京）            | 横浜市立茅ヶ崎中学校 （神奈川）              | ★板橋区立板橋第一中学校 （東京）                 | -                                            |
| 6  | 2017年        | 同志社香里中学校 （大阪）                    | 樟蔭中学校 （大阪）                          | 品川女子学院 （東京）                        | 桐光学園中学校 （神奈川）                    | ★和泉市立石尾中学校 （大阪）                     | -                                            |
| 7  | 2018年        | 三重中学校 （三重）                          | 同志社香里中学校 （大阪）                    | 江戸川区立葛西第三中学校 （東京）            | 品川女子学院中学校 （東京）                  | ★和泉市立石尾中学校 （大阪）                     | -                                            |
| 8  | 2019年        | 三田国際学園中学校 （東京）                  | 桐光学園中学校 （神奈川）                    | 江戸川区立葛西第三中学校 （東京）            | 明治大学付属明治中学校 （東京）              | ★目黒区立目黒中央中学校 （東京）                 | -                                            |
| 9  | 2020年        | 開催中止 ※新型コロナウイルス感染症防止のため | 開催中止 ※新型コロナウイルス感染症防止のため | 開催中止 ※新型コロナウイルス感染症防止のため | 開催中止 ※新型コロナウイルス感染症防止のため | 開催中止 ※新型コロナウイルス感染症防止のため     | 開催中止 ※新型コロナウイルス感染症防止のため |
| 10 | 2021年        | 帝塚山学院中学校 （大阪）                    | 京都聖母学院中学校 （京都）                  | 同志社香里中学校 （大阪）                    | 岡山市立芳泉中学校 （岡山）                  | -                                                | -                                            |
| 11 | 2022年        | 京都聖母学院中学校 （京都）                  | 桜丘中学校 （愛知）                          | 品川女子学院中等部 （東京）                  | 福岡市立西陵中学校（福岡）                   | -                                                | -                                            |
| 12 | 2023年        | 帝塚山学院中学校 （大阪）                    | 京都聖母学院中学校 （京都）                  | 江戸川区立葛西第三中学校 （東京）            | 香川県藤井中学校 （香川）                    | ▼江戸川区立葛西第三中学校 （東京）               | -                                            |
| 13 | 2024年        | 帝塚山学院中学校 （大阪）                    | 京都聖母学院中学校 （京都）                  | 江戸川区立葛西第三中学校 （東京）            | 横浜創英中学校 （神奈川）                    | ▼奈良市立一条高等学校附属中学校 （奈良）         | ▲三重中学校 （三重）                         |

## 記録
- 最多優勝回数
  - 3回 - 同志社香里中学校（2014年・2015年・2017年）
  - 3回 - 帝塚山学院中学校（2021年・2023年・2024年）
- 連続優勝
  - 2連覇 - 同志社香里中学校（2014年・2015年）
  - 2連覇 - 帝塚山学院中学校（2023年・2024年）

## メディア

### 現在
- 朝日奈央★アオハルダンス～中学校ダンス部の夏～（2024年、毎日放送） - 全国予選・決勝大会特別番組。
- MGスポーツ公式YouTubeチャンネル（2024年） - 全国決勝大会を配信。
- GAORA（CS放送） - 毎日放送でオンエアした全国決勝大会をリピート放送。

### 過去
- ダンスチャンネル - 全国決勝大会を放送。
- 朝日奈央のキラめきスポーツ〜キラスポ〜（2021年 -2023年、毎日放送） - 全国決勝大会を放送。